# Hayley Erin
Hayley Erin Feil (Los Angeles, 13 luglio 1994) è un'attrice statunitense.
È famosa per aver interpretato Abby Newman e Claire Grace in Febbre d'amore e di Kiki Jerome in General Hospital.

## Biografia
Hayley Erin Feil è nata il 13 luglio 1994 a Los Angeles in California.

### Attrice
Erin ha iniziato la sua carriera nel 2004 quando ha recitato in un episodio di Malcolm. In seguito Erin ha fatto comparse in alcune serie televisive The District, Emily's Reasons Why Not, Due uomini e mezzo, Modern Family, Austin & Ally e NCIS - Unità anticrimine. Nel 2008 entra nel cast della soap opera Febbre d'amore nel ruolo di Abby Newman restando fino al 2010 quando viene poi sostituita da Marcy Rylan. Nel 2015 entra nel cast della soap opera General Hospital nel ruolo di Kiki Jerome sostituendo l'attrice originale Kristen Alderson nel ruolo. Erin rimane nel ruolo fino al 2019 quando il suo personaggio viene ucciso. Nel 2019, Erin ha interpretato Taylor Hotchkiss, uno dei personaggi principali della serie Freeform Pretty Little Liars: The Perfectionists. Erin ha fatto il suo debutto cinematografico nel film thriller horror del 2023 New Life. Nel 2023 Erin è tornata nella soap opera Febbre d'amore nel ruolo di Claire Grace.

### Vita privata
Hayley ha sposato l'attore irlandese Adam Fergus nel 2020, dopo aver annunciato la loro relazione nel 2019. Hanno due figlie gemelle, nate nell'agosto 2021. La famiglia viveva nel sud di Dublino nel 2021.

## Filmografia

### Cinema
- New Life (2023)

### Televisione
- MADtv - serie TV, 8 episodi (2003-2005)
- Malcolm - serie TV, 1 episodio (2004)
- The District - serie TV, 1 episodio (2004)
- Emily's Reasons Why Not - serie TV, 3 episodi (2006)
- The King of Queens - serie TV, 1 episodio (2006)
- Big Love - serie TV, 2 episodi (2007, 2009)
- Febbre d'amore - soap opera, 67 episodi (2008-2010, 2023-in corso)
- Due uomini e mezzo - serie TV, 1 episodio (2008)
- Modern Family – serie TV, 2 episodi (2009, 2020)
- Telepathetic - film TV (2010)
- True Jackson, VP - serie TV, 1 episodio (2010)
- Le pazze avventure di Bucket e Skinner - serie TV, 1 episodio (2011)
- A.N.T. Farm - Accademia Nuovi Talenti - serie TV, 1 episodio (2012)
- The Glades - serie TV, 1 episodio (2012)
- Melissa & Joey - serie TV, 4 episodi (2012-2013)
- Austin & Ally - serie TV, 3 episodi (2014)
- The Rebels - film TV (2014)
- General Hospital - soap opera (2015-2019)
- NCIS - Unità anticrimine - serie TV, 1 episodio (2016)
- Pretty Little Liars: The Perfectionists - serie TV (2019)
- L.A.'s Finest - serie TV, 1 episodio (2020)